# Crossotus subocellatus
Crossotus subocellatus är en skalbaggsart som först beskrevs av Leon Fairmaire 1886.  Crossotus subocellatus ingår i släktet Crossotus och familjen långhorningar.
Artens utbredningsområde är:
- Djibouti.
- Mali.
- Nigeria.
- Niger.
- Oman.
- Senegal.

Inga underarter finns listade i Catalogue of Life.